# بيل ليندسي (لاعب كرة قاعدة أمريكي)
بيل ليندسي (بالإنجليزية: Bill Lindsay)‏ هو لاعب كرة قاعدة أمريكي، ولد في 12 يونيو 1891 في لكسينغتون في الولايات المتحدة، وتوفي في 1 سبتمبر 1914 في شيكاغو في الولايات المتحدة.